# Doug Sheehan
Douglas Stuart Sheehan (Santa Mónica, 27 de abril de 1949-Big Horn, 29 de junio de 2024) fue un actor estadounidense que interpretó a Ben Gibson durante cuatro temporadas del drama de horario estelar Knots Landing de 1983 a 1987. Su personaje era el segundo marido de Valene Ewing (Joan Van Ark).
Su primer papel importante fue el de Joe Kelly en la telenovela diurna General Hospital de 1979 a 1982. Fue nominado al premio Daytime Emmy como Mejor Actor de Reparto en una Serie Dramática por este papel en 1982.
También interpretó uno de los papeles principales en Day by Day, así como a Mel Horowitz en Clueless de 1997 a 1999, reemplazando a Michael Lerner. A su vez, apareció en Sabrina, la bruja adolescente como el padre de Sabrina.
Sheehan falleció en su casa de Big Horn, Wyoming, el 29 de junio de 2024, a los 75 años.

## Filmografía

### Cine
| Año  | Título          | Rol                |
| ---- | --------------- | ------------------ |
| 1979 | 10              | Oficial de policía |
| 1982 | Víctor/Victoria | Bailarín/Matador   |
| 1995 | Cops n Roberts  | Bert Rogers        |

### Televisión
| Año        | Título                                  | Rol                  | Notas                                          |
| ---------- | --------------------------------------- | -------------------- | ---------------------------------------------- |
| 1978       | Los ángeles de Charlie                  | Ben Anderson         | Episodio: "Angels Ahoy"                        |
| 1979       | Kaz                                     |                      | Episodio: "They've Taken Our Daughter"         |
| 1979-1982  | General Hospital                        | Joe Kelly            | Elenco regular                                 |
| 1983       | Cheers                                  | Walter Franklin      | Episodio: "Diane's Perfect Date"               |
| 1983       | Alice                                   | Roger                | Episodio: "Jolene Lets the Cat Out of the Bag" |
| 1983-1988  | Knots Landing                           | Ben Gibson           | 115 episodios                                  |
| 1987       | Stranger in My Bed                      | Roger                | Película para televisión                       |
| 1988       | In the Line of Duty: The F.B.I. Murders | Agent Gordon McNeill | Película para televisión                       |
| 1988-1989  | Day by Day                              | Brian Harper         | 33 episodios                                   |
| 1990       | MacGyver                                | Jack Chandler        | Episodio: "Log Jam"                            |
| 1990       | Dear John                               | Jason Fowler         | Episodio: "That's Big of Me"                   |
| 1990       | Crash: The Mystery of Flight 1501       | Greg Halstead        | Película para televisión                       |
| 1990       | A Mom for Christmas                     | Jim Slocum           | Película para televisión                       |
| 1993       | Columbo                                 | Riley                | Episodio: "It's All in the Game"               |
| 1997       | Promised Land                           | Rod Bridger          | Episodio: "The Promise"                        |
| 1997-1999  | Clueless                                | Mel Horowitz         | 44 episodios                                   |
| 1998       | Style & Substance                       | Grant                | Episodio: "Chelsea's Ex"                       |
| 1999, 2003 | Sabrina the Teenage Witch               | Edward Spellman      | 2 episodios                                    |
| 2000       | Diagnosis: Murder                       | Roger Andrews        | Episodio: "Death by Design"                    |
| 2002       | That Was Then                           |                      | Episodio: "A Rock and a Head Case"             |
| 2003       | What I Like About You                   | Craig Miller         | Episodio: "The Other Woman"                    |